# 小行星3344
小行星3344（英語：3344 Modena）是一颗围绕太阳公转的小行星。1982年5月15日，意大利博洛尼亚圣维托雷天文台（Osservatorio San Vittore）发现了此天体。
这颗小行星的绝对星等为205.72356等。